# ジャン＝アンドレ・フィエスキ
ジャン＝アンドレ・フィエスキ（Jean-André Fieschi, 1942年5月5日 - 2009年7月1日）は、フランスの映画作家、映画批評家、俳優である。フランス国立映像音響芸術学院（La Fémis）教授。

## 人物・来歴
1942年（昭和17年）5月5日、フランス・コルシカ島のコルス＝デュ＝シュド県アジャクシオに生まれる。
やがて首都パリに移り、19歳になる1961年（昭和41年）から『カイエ・デュ・シネマ』誌の編集に携わる。当時の編集長はエリック・ロメールであった。
1963年（昭和38年）からは編集長がジャック・リヴェットに代わった。同年、ジャン＝リュック・ゴダールが監督したオムニバス映画『ロゴパグ』の一篇、『新世界』に出演し、18分の短篇映画『クイシャール、バロックの永続性』で映画監督としてデビューした。批評家としてもデビューし、記事を書き、ジャン・ルノワール、ルイス・ブニュエル、ジョセフ・フォン・スタンバーグ、ロベルト・ロッセリーニ、マルセル・パニョル、ルキノ・ヴィスコンティ、ジャン＝マリー・ストローブらにインタヴューをした。
1965年（昭和40年）、批評家のノエル・バーチと映画養成研究所（Institut de Formation Cinématographique）を設立、そこで、ワレリアン・ボロズウィック、マルグリット・デュラス、ミシェル・ファノ、ジャン＝リュック・ゴダール、ピエール・ギヨタ、マルセル・アヌン、アンドレ・オデール、ロベール・ラブージャード、クリスチャン・メッツ、クロード・オリエ、アラン・レネ、ジャン・リカルドゥー、ジャック・リヴェット、ジャン・ルーシュ、アラン・ロブ＝グリエらと関わった。
1971年（昭和46年） - 1973年（昭和48年）、高等映画学院（IDHEC）で映画史、編集、演出の科目を教える。
1999年（平成11年）、ジュ・ド・ポーム国立美術館でフィエスキ作品の回顧上映が行われた。
2009年（平成21年）7月1日、ブラジルのサンパウロ州サンパウロ市で死去した。満67歳没。

## おもなフィルモグラフィ
- 『新世界』 Il Nuovo mondo （オムニバス映画『ロゴパグ』 Ro.Go.Pa.G.の一篇）、監督ジャン＝リュック・ゴダール、1963年 - 出演
- 『クイシャール、バロックの永続性』 Cuixart, permanencia del barroco : 1963年 - 監督・脚本
- 『アルファヴィル』 Alphaville, une étrange aventure de Lemmy Caution : 監督ジャン＝リュック・ゴダール、1965年 - 出演・ヘッケル教授役
- 『伴奏』 L'accompagnement : 1966年 - 監督・脚本
- 『われらの時代のシネアストたち』 Cinéastes de notre temps、テレビ映画シリーズ
  - 『パゾリーニ、狂える者』 Pasolini l'enragé  : ピエル・パオロ・パゾリーニに関するドキュメンタリー、1966年 - 監督
  - 『第一の波』 La première vague : 1968年 - 監督
- 『劇場』 Théâtre : 1980年 - 監督・撮影・編集・録音
- 『真南』 Plein sud : 監督リュック・ベロー、1981年 - 脚本
- 『殺人者は座す』 Le tueur assis : 1985年 - 監督・脚本
- 『メッセンジャー・ニネット』 Ninetto le messager : テレビ映画、1995年 - 監督・出演
- 『われらの時代のシネマ』 Cinéma, de notre temps : テレビ映画シリーズ
  - 『モッソ、モッソ - ジャン・ルーシュ』 Mosso, mosso - Jean Rouch comme si... : ジャン・ルーシュに関するドキュメンタリー、1997年 - 監督
- 『「夏物語」ができるまで』 La fabrique du "Conte d'été"  : エリック・ロメール監督『夏物語』についてのドキュメンタリー、2005年 - 監督[1]

## ビブリオグラフィ
- L'animal Écran, Jean-André Fieschi, Patrick Lacoste et Patrick Tort, ed. : Centre Georges Pompidou, coll. Supplémentaires
- La critique de cinéma en France : histoire, anthologie, dictionnaire, dir. : Michel Ciment et Jacques Zimmer, Ramsay, Paris, 1997. ISBN 2841142639

## 註
1. ↑  「夏物語」ができるまで、ぴあ、2010年1月13日閲覧。